# Взвод

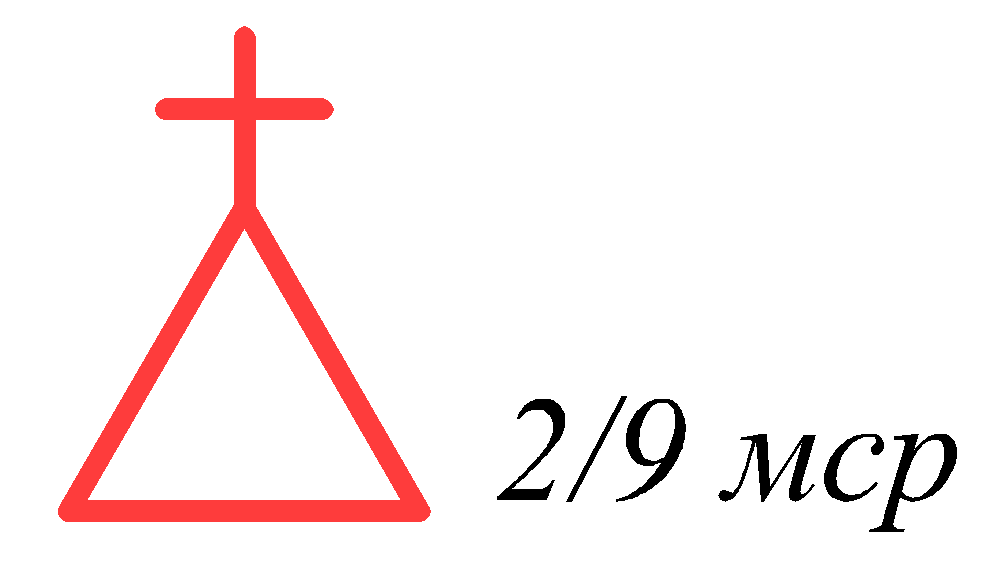
Знак командного пункта взвода на военных топографических картах принятый в СССР/России.
Примерное сокращение с указанием принадлежности:
2/9 мср — 2-й взвод 9-й мотострелковой роты

Стандартное условное обозначение своего взвода в блоке NATO и ВС США

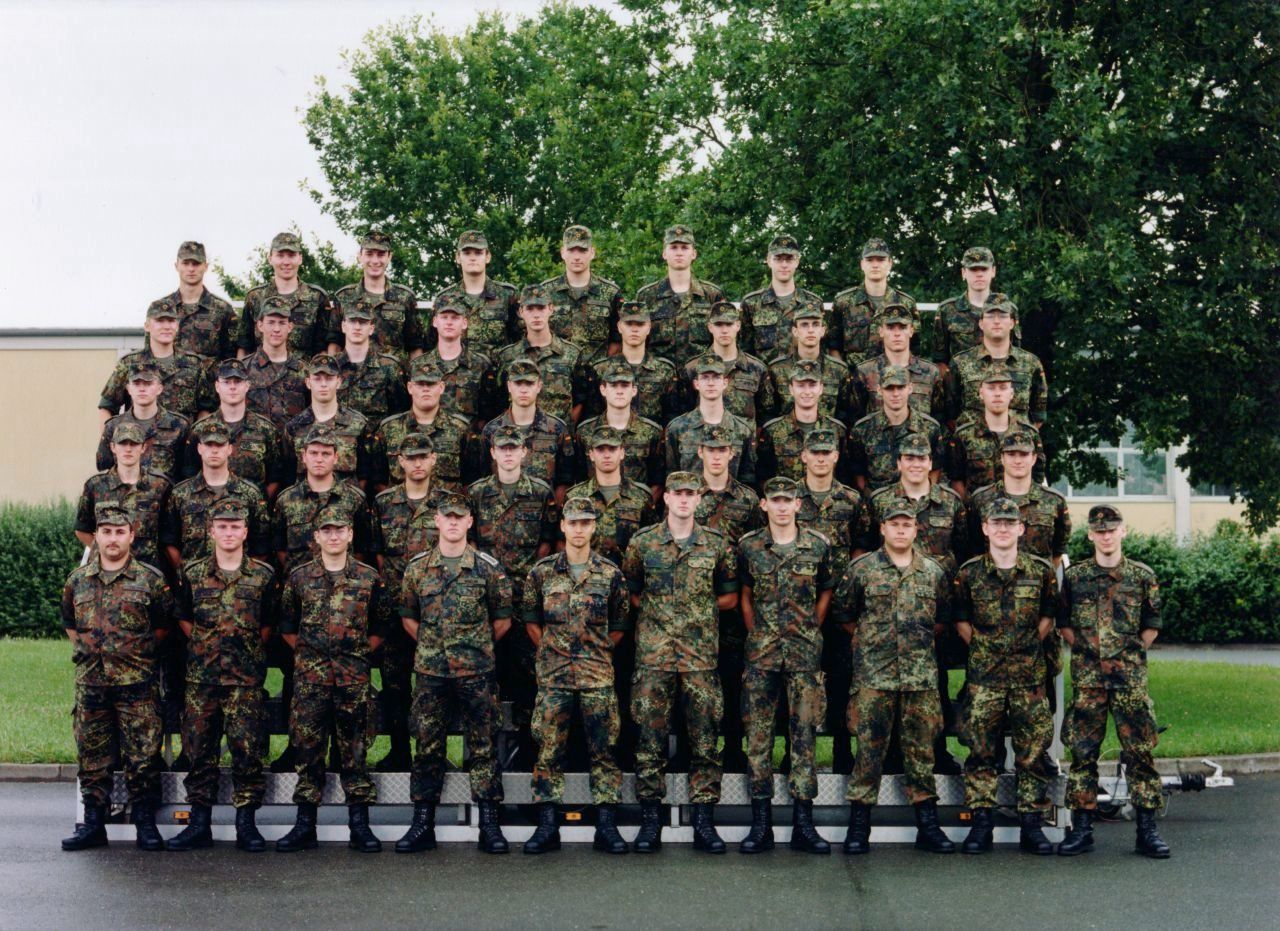
Взвод Бундесвера

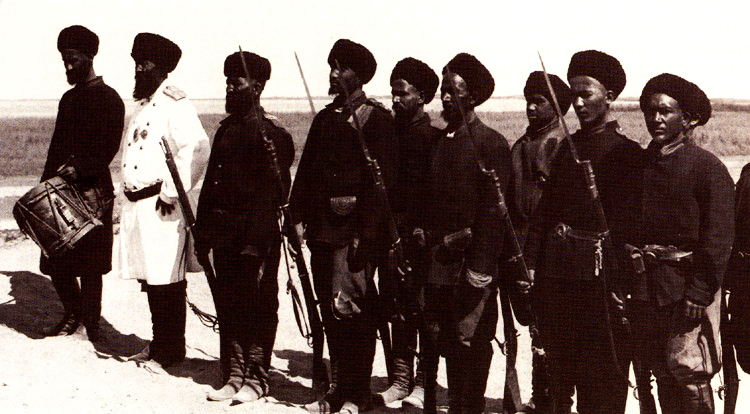
Взвод Бухарского войска, начало XX века

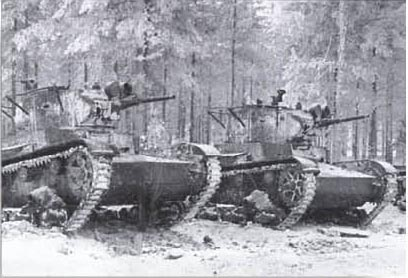
Взвод советских танков T-26 на исходной позиции перед атакой, 1939 год

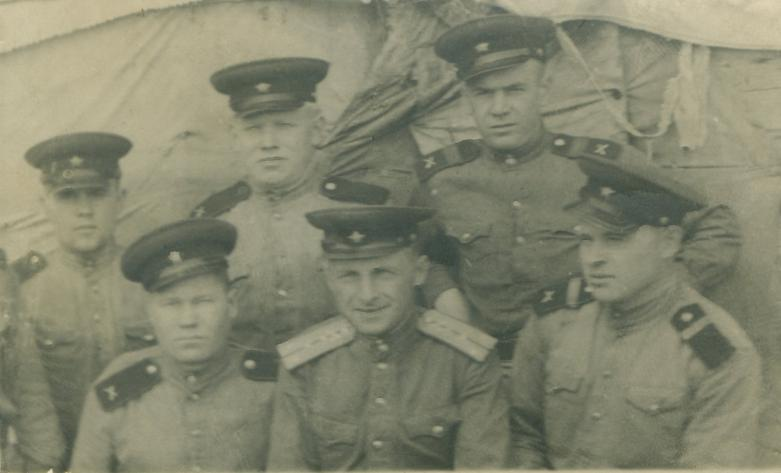
Взвод боевого питания (боепитания) 1901-го самоходного артиллерийского полка (1901 сап), 1945 год

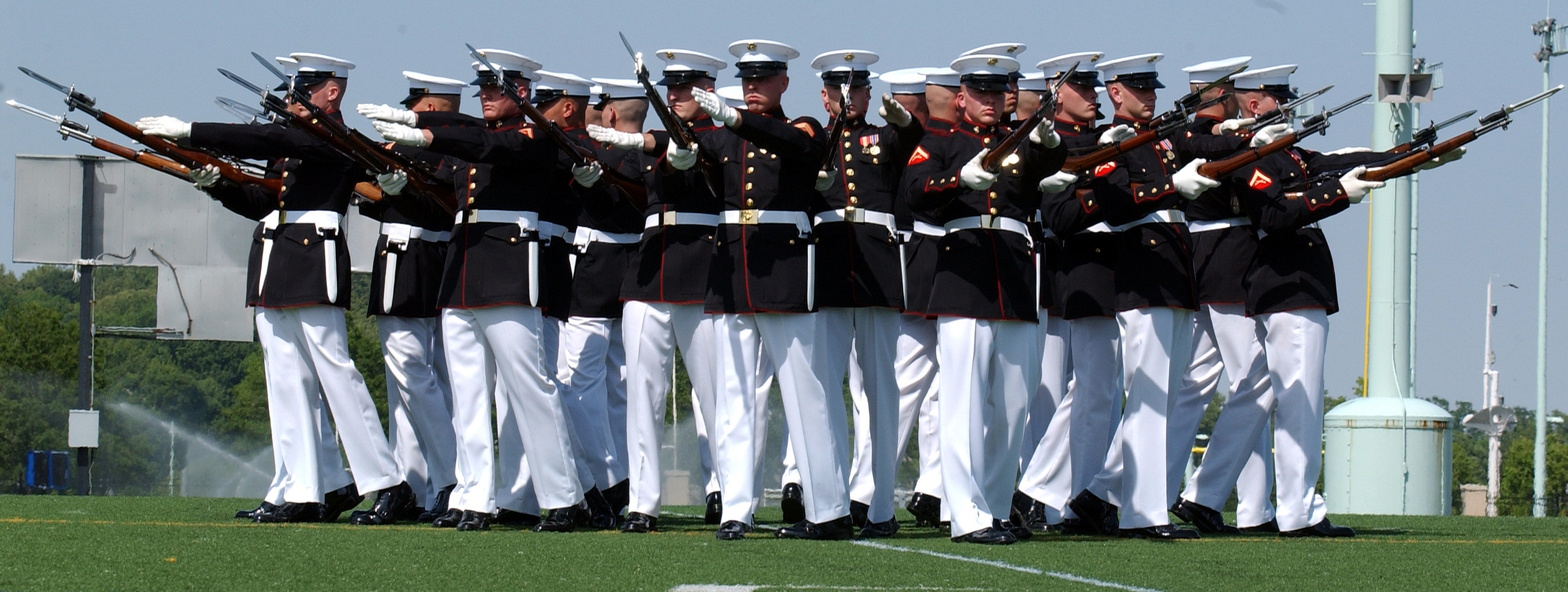
Церемониальный взвод Корпуса морской пехоты США при демонстрации строевых приёмов

Взвод — формирование (подразделение), существующее в вооружённых силах большинства государств. Организационно входит в состав роты и батареи. Отдельные взводы также могут входить по самостоятельным штатам в состав воинских частей, соединений и учреждений.
В зависимости от функционального предназначения существуют взводы: мотострелковые (мотопехотные), пехотные, парашютно-десантные, танковые, артиллерийские, противотанковые, разведывательные, связи, управления, комендантские, регулирования, медико-санитарные, хозяйственные, снабжения, обслуживания и т. д..

## Состав и командование
Первые взводы в Российской империи были созданы в конце XVII века в пехоте и кавалерии, а после и в артиллерии как структурная часть роты, эскадрона и батареи. В СССР при создании новых родов войск (танковых, воздушно-десантных) и развитием войск боевого и тылового обеспечения войск (инженерных, войск связи, железнодорожных и др.) взводы стали составной частью их организационной структуры.
Взводы в боевых подразделениях Советской армии (мотострелковые, танковые, артиллерийские и парашютно-десантные взводы) состояли из трёх отделений.
В ВС РФ взводы состоят из 2—4 отделений (расчётов, экипажей). На вооружении взвода имеется как индивидуальное, так и групповое оружие.
Мотострелковые и танковые взводы как правило действуют в составе роты. При проведении охранения и разведки взвод может действовать самостоятельно. Мотострелковому (танковому) взводу согласно советским и российским боевым уставам поручается оборона опорного пункта до 400 метров по фронту и до 300 метров в глубину. Наступление взвод осуществляет на фронте до 300 метров. Аналогичные показатели применяются и в зарубежных армиях.
Командир взвода назначается из числа младших офицеров, прапорщиков, а в некоторых случаях и сержантов. В современности в большинстве армий организация, вооружение и тактика действии взводов в основном аналогичны. В армиях государств НАТО (США, Германия, Франция) и в ряде других государств мотопехотный взвод состоит из трёх мотопехотных отделений. Во взводах некоторых государств в составе взводов также имеется отделение управления.
В некоторых случаях взвод состоявший из четырёх отделений (экипажей) мог разделяться на 2 полувзвода по 2 отделения в каждом.
Численность личного состава взвода зависит от его типа. К примеру в Советской армии конца 1980-х годов взводы в зависимости от предназначения имели следующую численность:
- мотострелковый взвод на БМП/БТР — 28 человек;
- танковый взвод (мотострелкового полка) — 12;
- танковый взвод (танкового полка) — 9;
- взвод управления гаубичного артиллерийского дивизиона — 20;
- противотанковый взвод мотострелкового батальона — 28;
- взвод обеспечения (мотострелкового батальона/артиллерийского дивизиона) — 20;
- взвод связи мотострелкового батальона — 14;
- зенитно-ракетный взвод мотострелкового батальона — 13;
- гранатомётный взвод мотострелкового батальона — 22;
- миномётный взвод — 24.

Как на указанный период, так и в современной Армии США мотопехотный взвод кроме трёх мотопехотных отделений (по 9 человек) имеет в своём составе отделение управления (секция управления), в связи с чем численность взвода составляет 35 человек. Танковый взвод по аналогии с мотопехотным взводом, также имеет отделение управления и состоит из 16 человек.
Мотопехотный взвод НОАК состоит из трёх мотопехотных отделений (по 12 человек) и секции управления. В отличие от стран НАТО в секции управления только командир взвода и его заместитель в сержантском звании. Всего во взводе — 38 человек.
Пехотный взвод Сил самообороны Японии имеет численность в 39 человек и состоит из трёх пехотных отделений (по 11 человек) и секции управления (6 человек).